# 索爾恩霍芬石灰岩
索爾恩霍芬石灰岩（德語：Solnhofener Plattenkalk）位於德國南部的著名採石場，該區生產的石灰岩多呈板狀，適於用作屋頂或地板；而又以其顆粒細緻，在18世紀還被大量應用在石版印刷，故得印版石石灰岩之名。在侏羅紀晚期時此處仍是亞熱帶淺海中一片由珊瑚礁包圍而成的潟湖，在缺少與海洋及河川流通的情況下，湖底沉積了大量細緻的泥漿，另外其水中鹽分也逐漸升高，除了藍藻與一些小型原生動物等之外幾乎無生命存在，而不慎落入此處的生物或因海水溢流而來的屍體則會沉入湖底，被碳酸鹽泥漿包覆、免於食腐動物的破壞，因而保存了其精細的構造，如翼龍、無脊椎動物、陸生植物，當然還有著名的始祖鳥化石。

## 該區域岩石構造

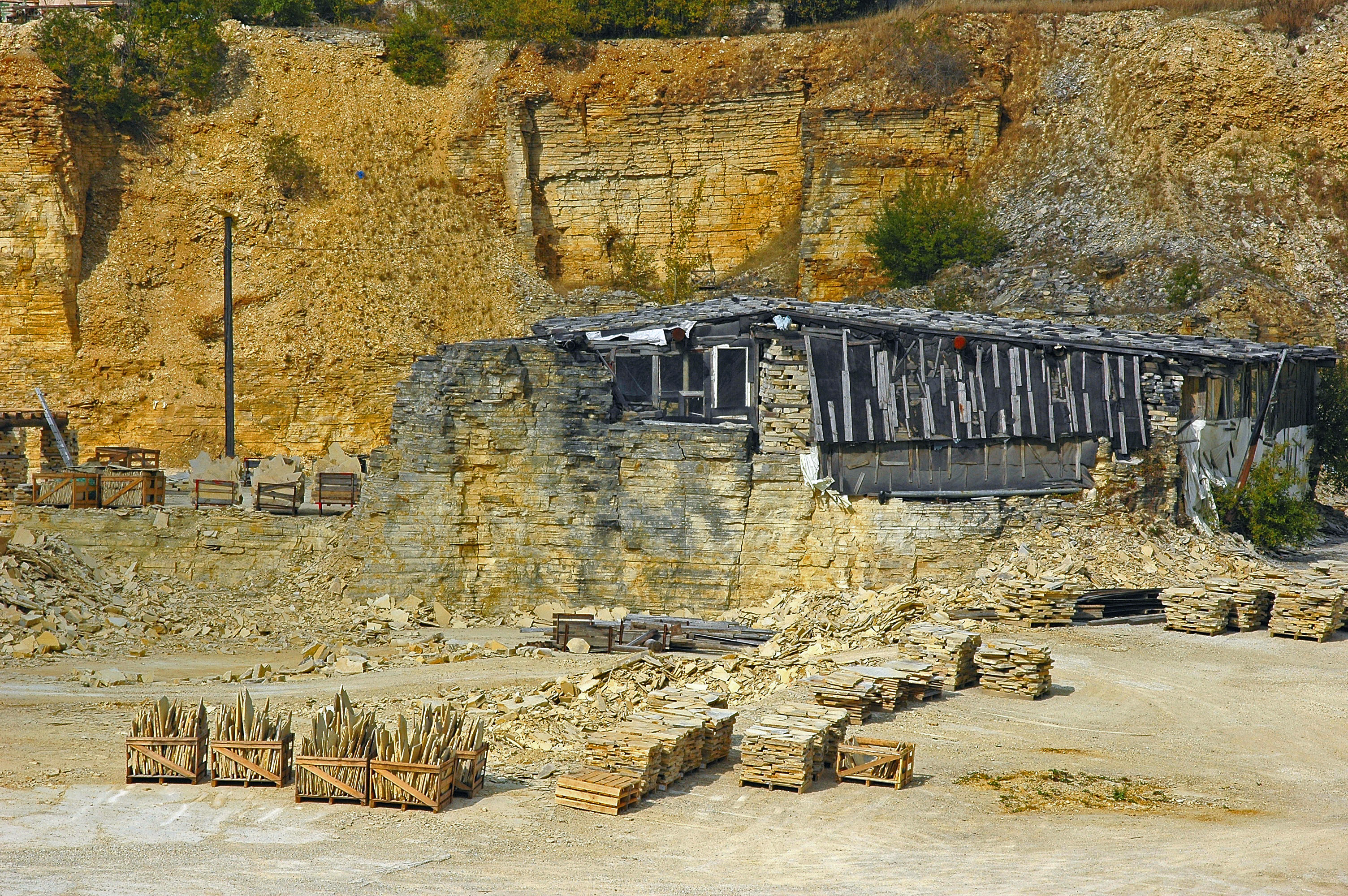
礦工小屋
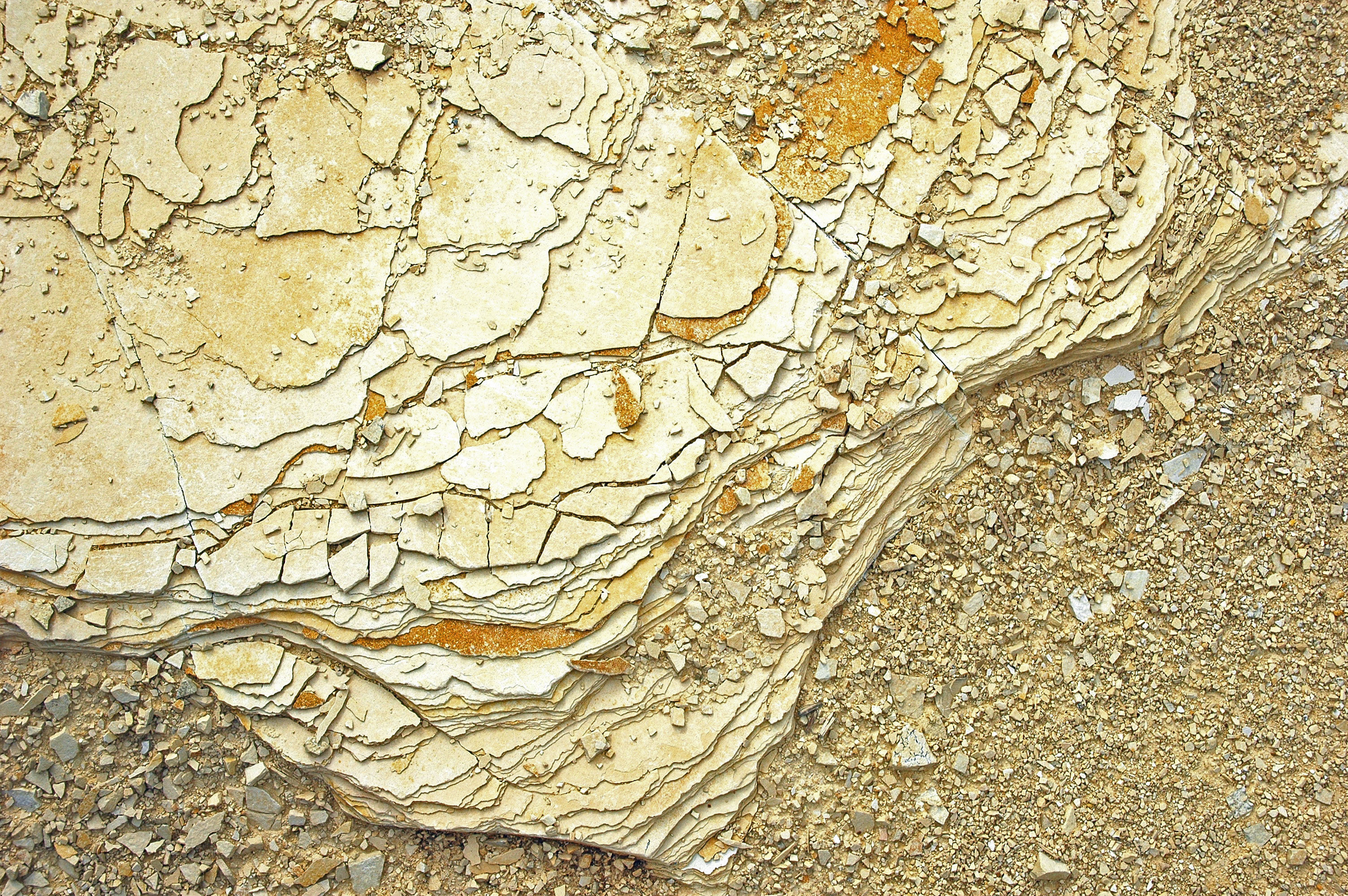
俯瞰橫向的節理
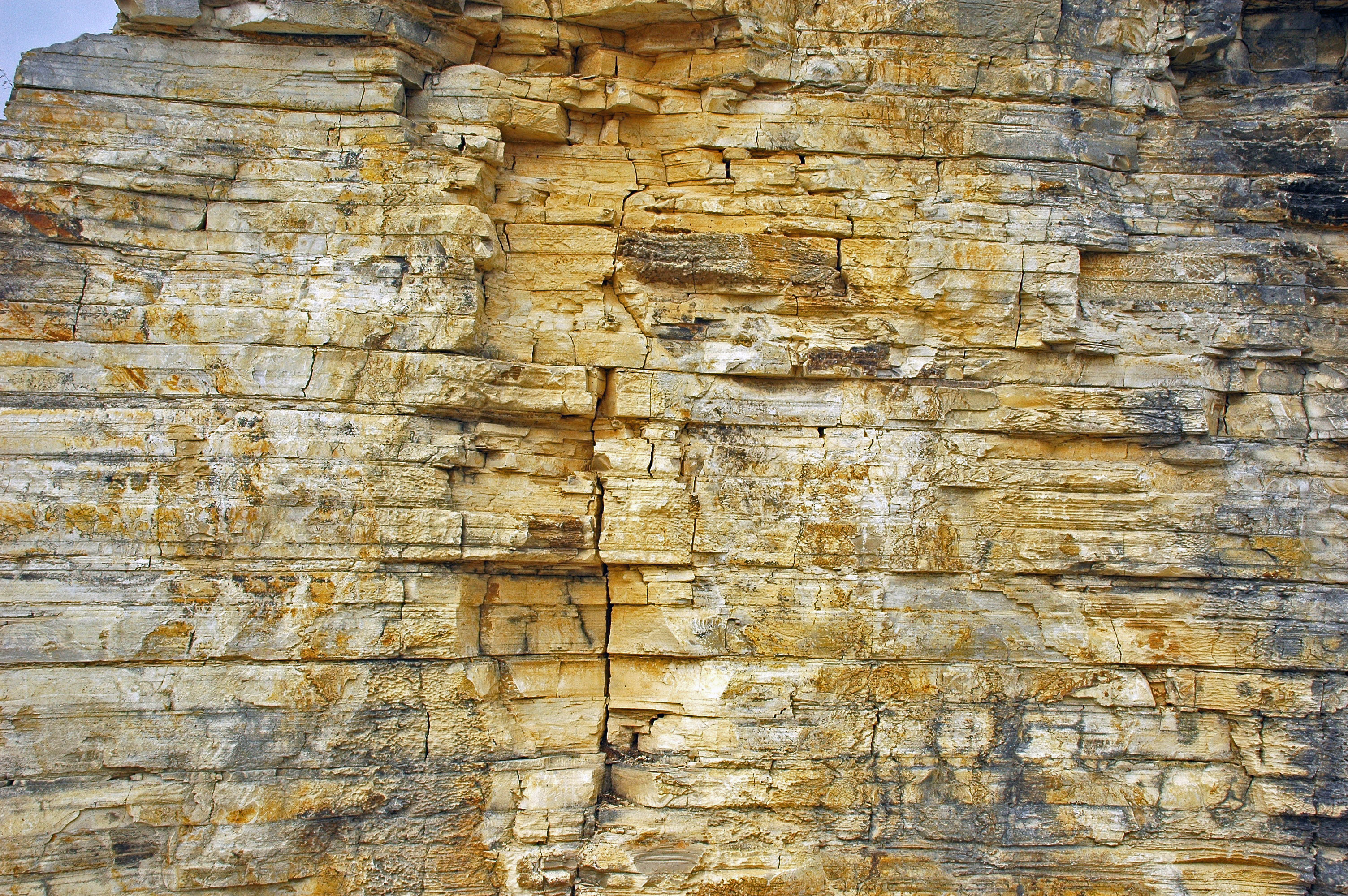
橫向節理側視圖

## 出土的古生物化石

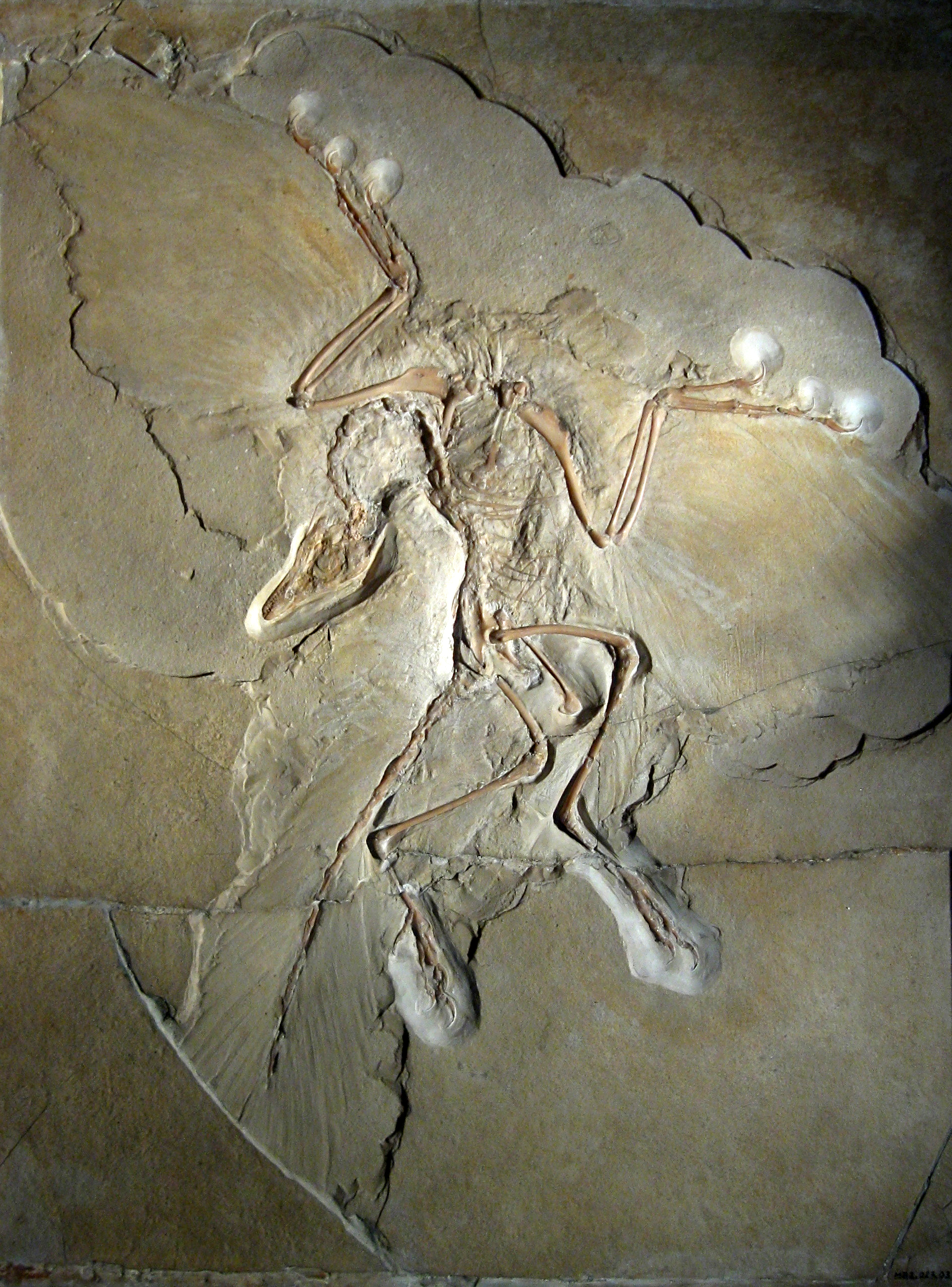
最著名的藏於柏林自然博物館的始祖鳥（Archaeopteryx lithographica）化石
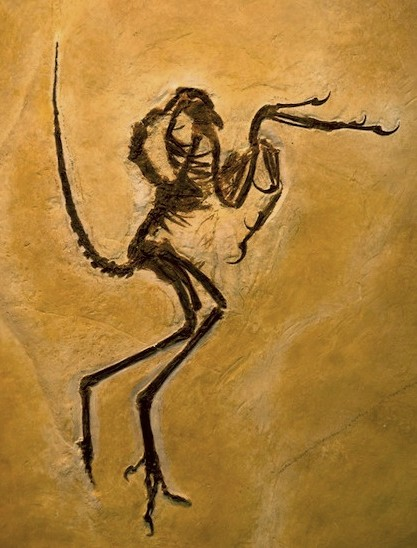
1970年代在索爾恩霍芬發現的印石板始祖鳥（Archaeopteryx lithographica）
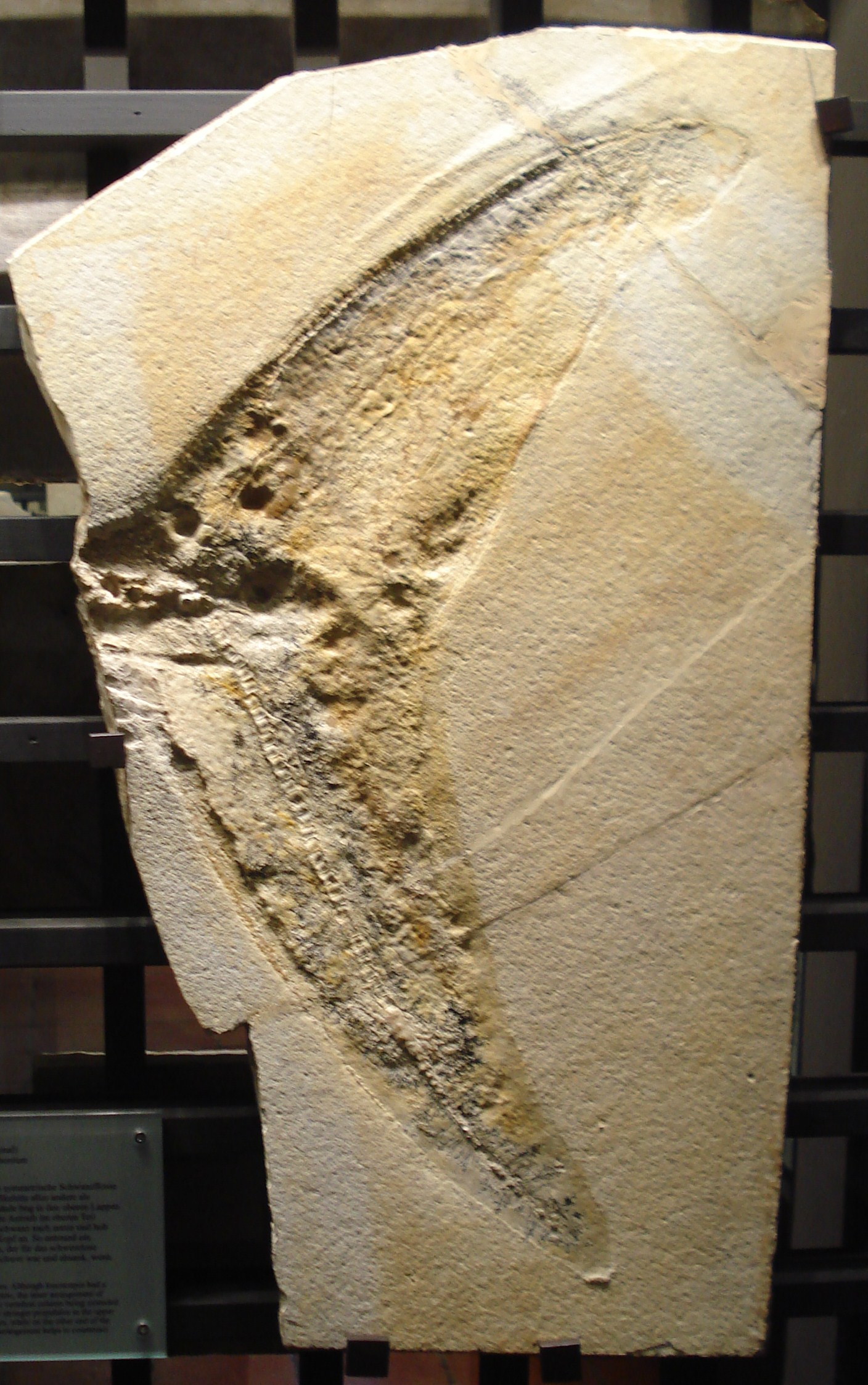
細椎阿戈爾魚龍（Aegirosaurus leptospondylus）
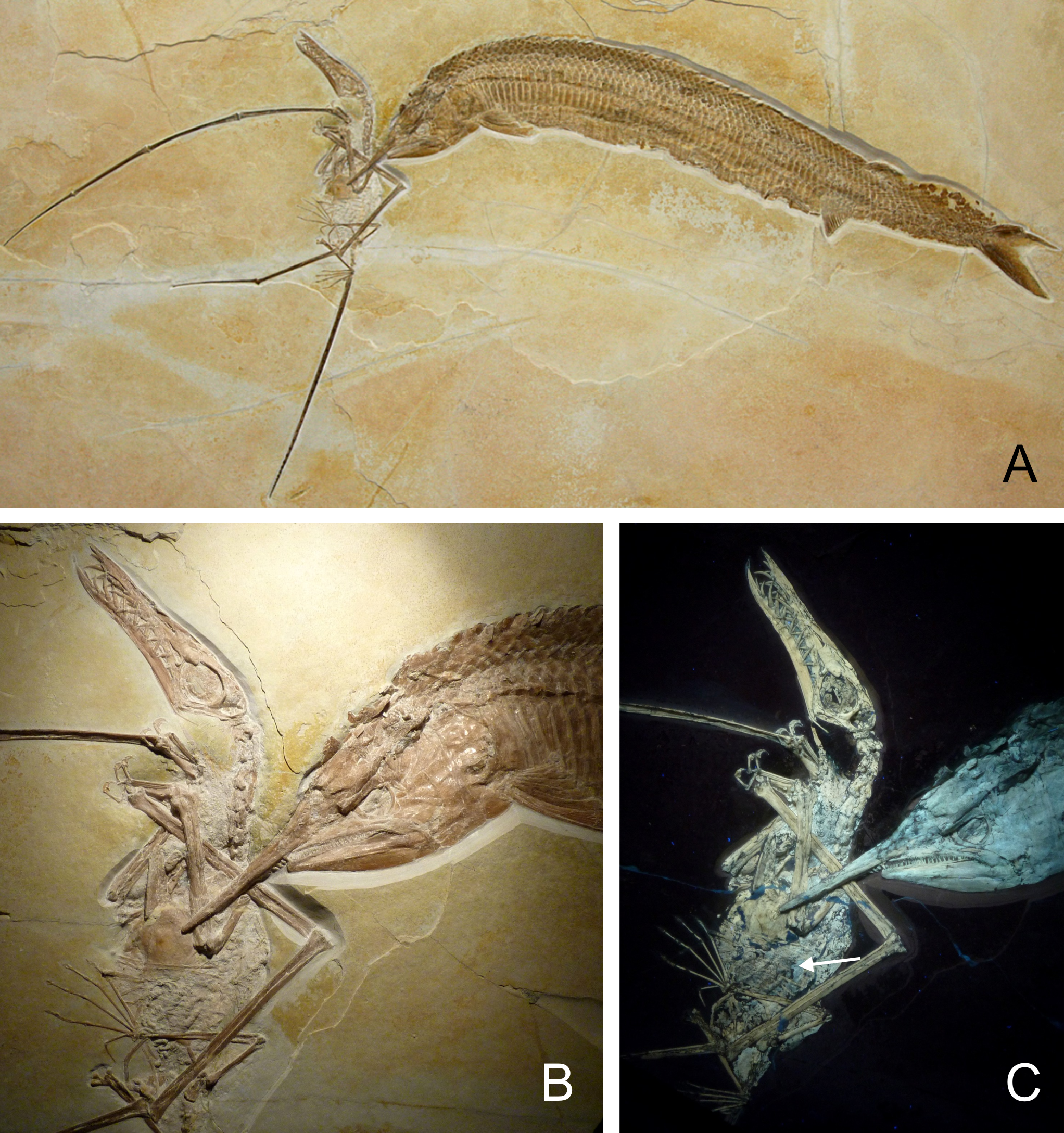
喙嘴翼龍（Rhamphorhynchus）和Aspidorhynchus
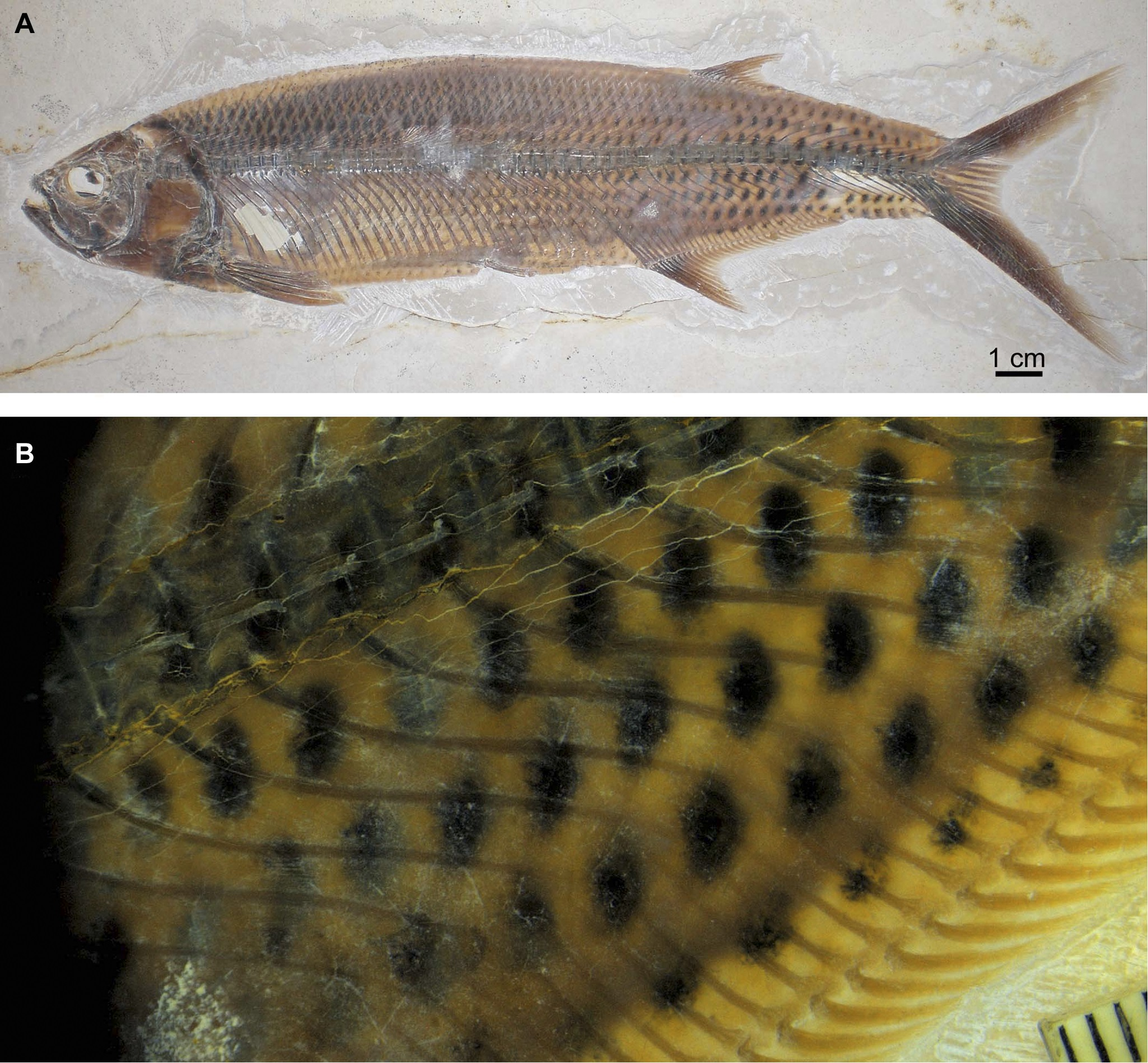
Thrissops
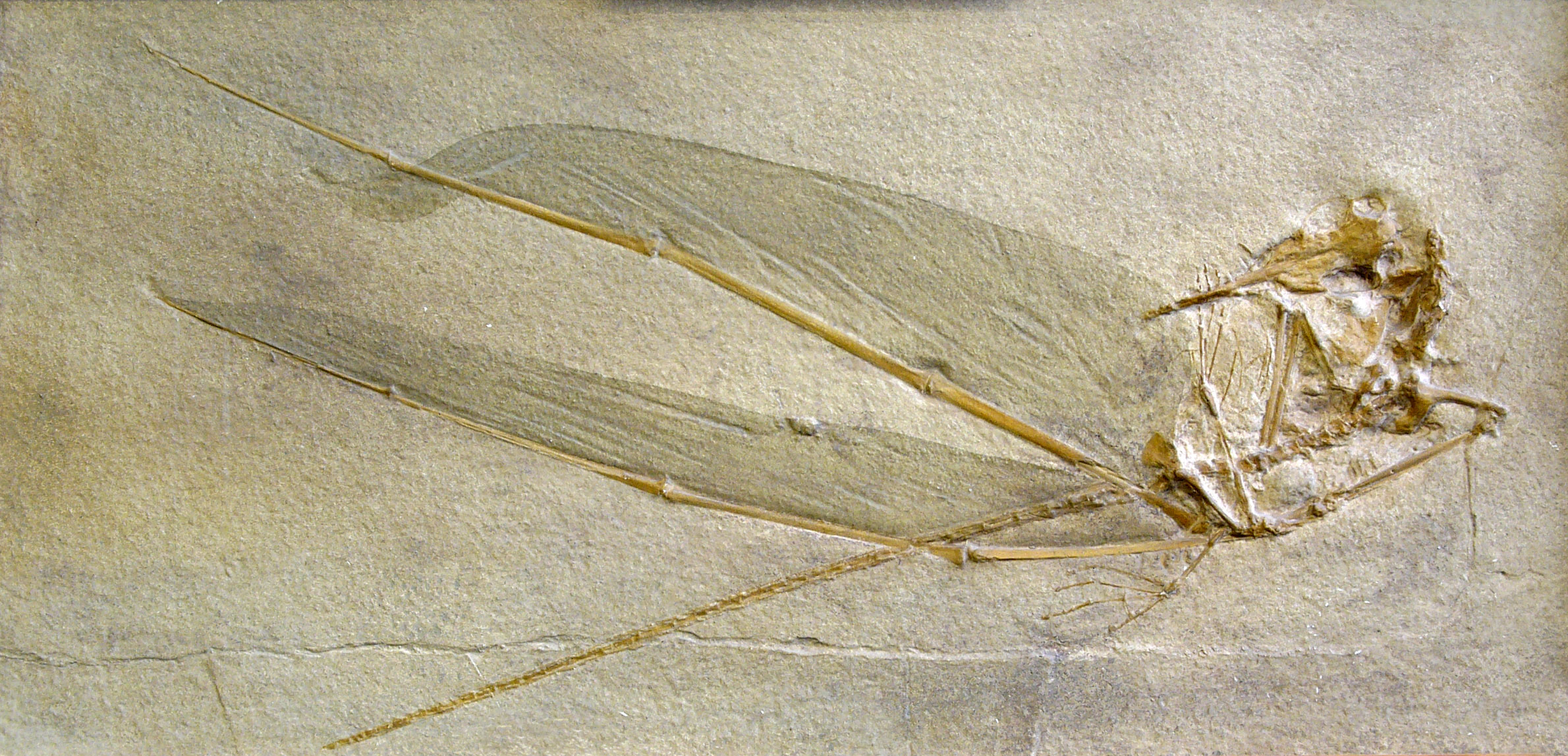
明氏喙嘴翼龍（Rhamphorhynchus munsteri）
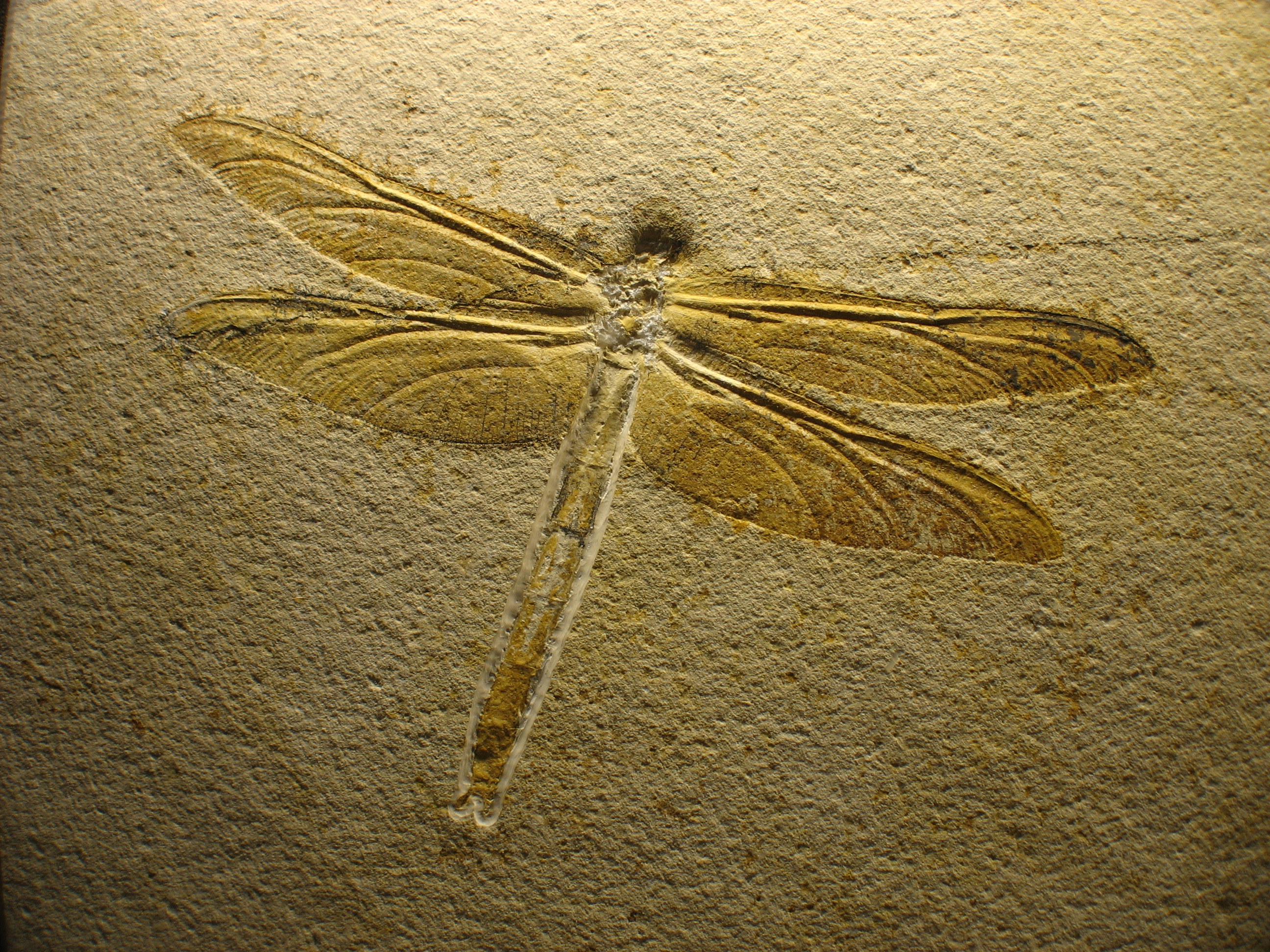
Cymatophlebia
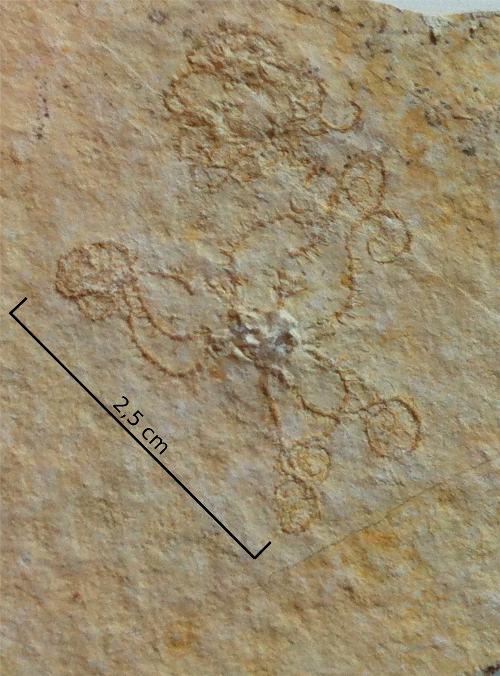
囊髮海百合（Saccocoma）
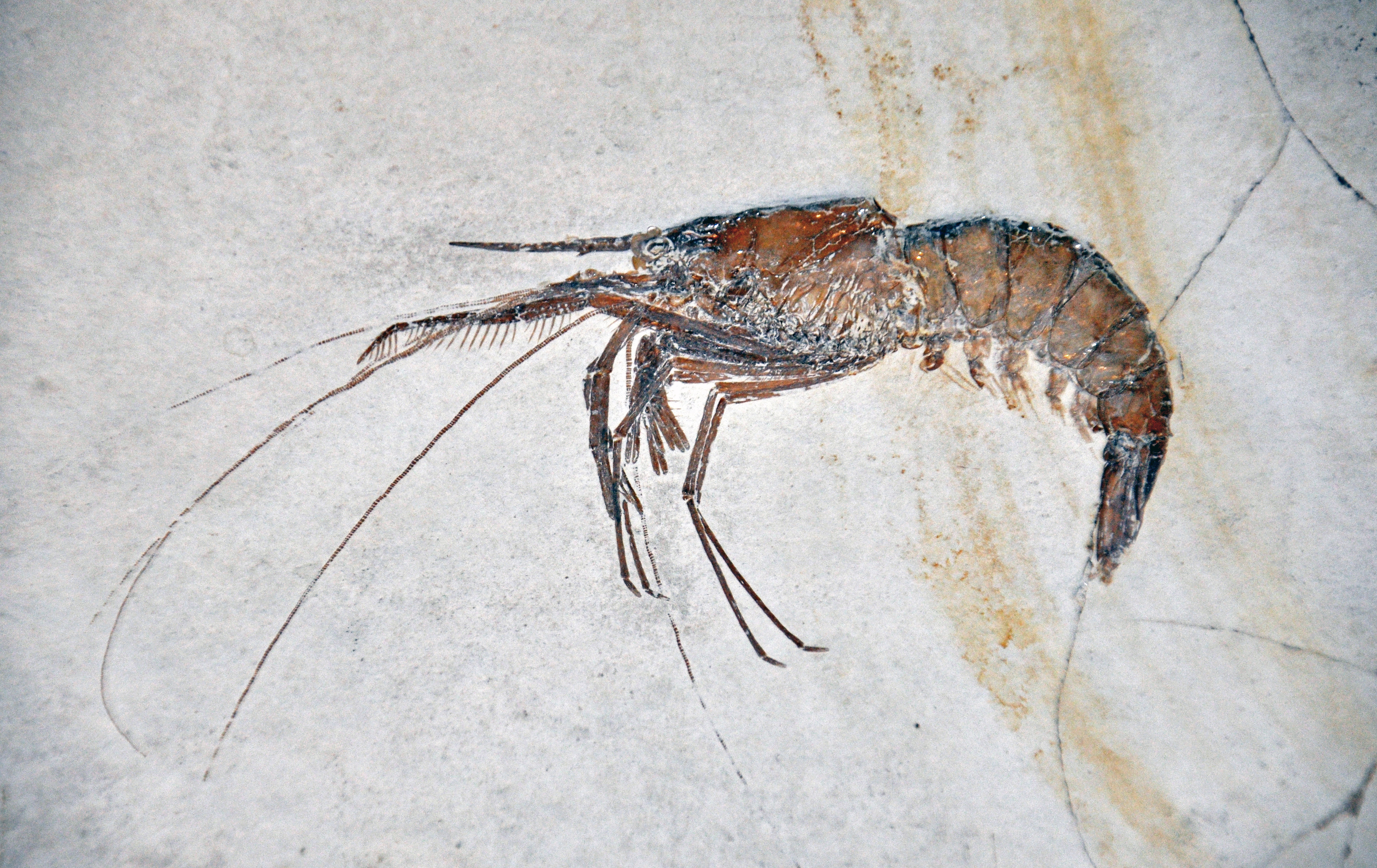
Aeger tipularius
- 索爾恩霍芬石灰岩中化石的視頻記錄

## 索爾恩霍芬石灰岩製造的藝術品

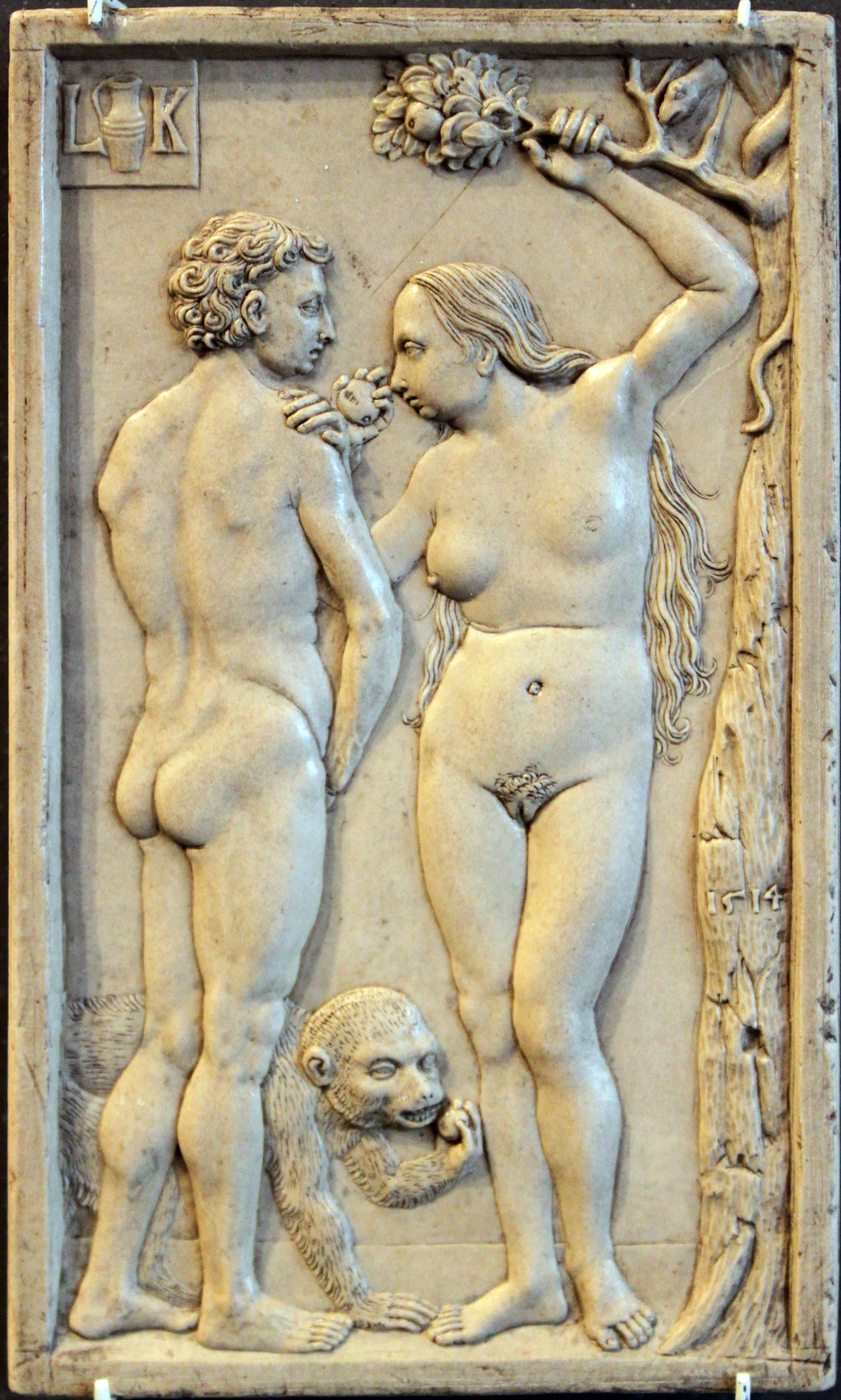
亞當和夏娃，1514，Ludwig Krug
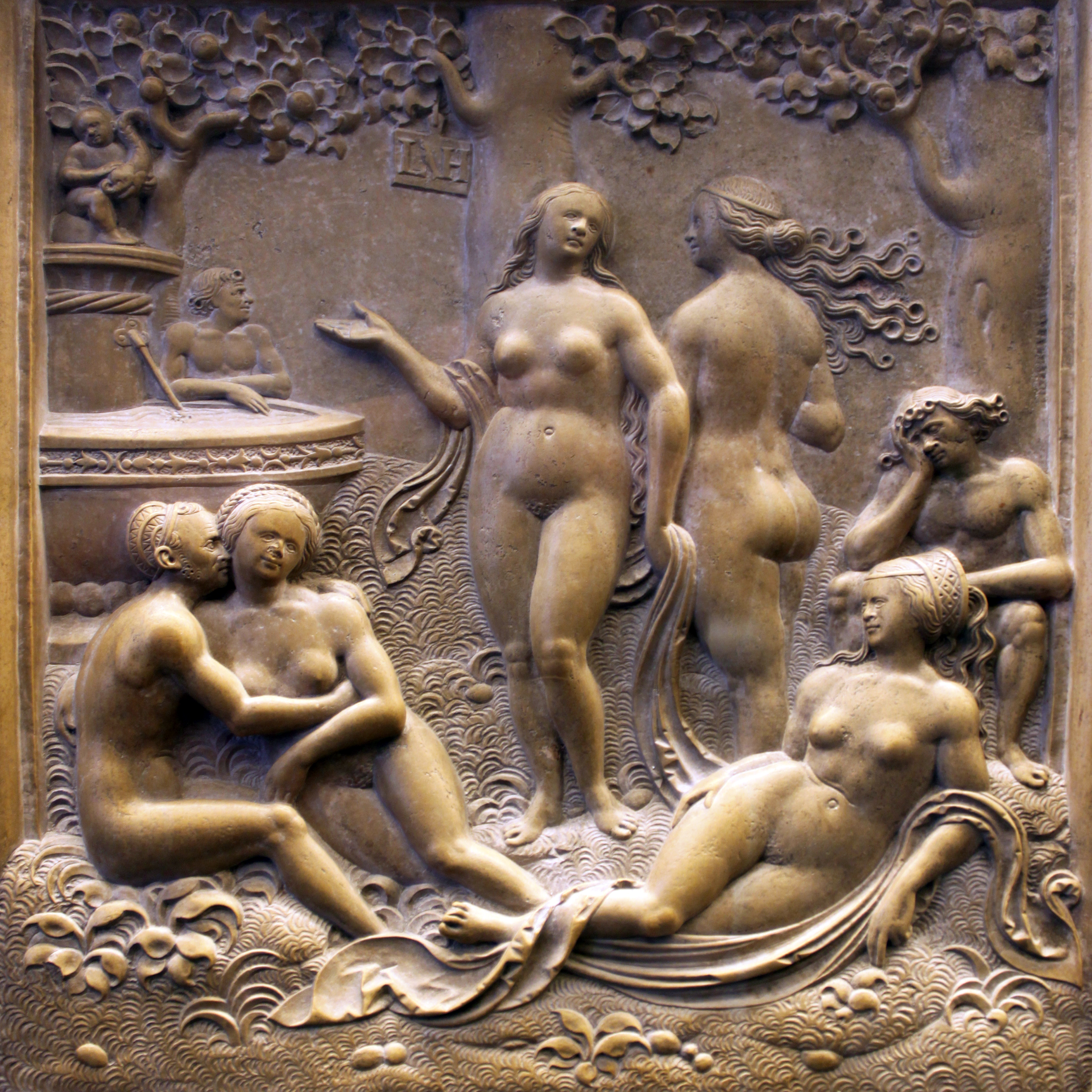
不老泉，1525，Loy Hering
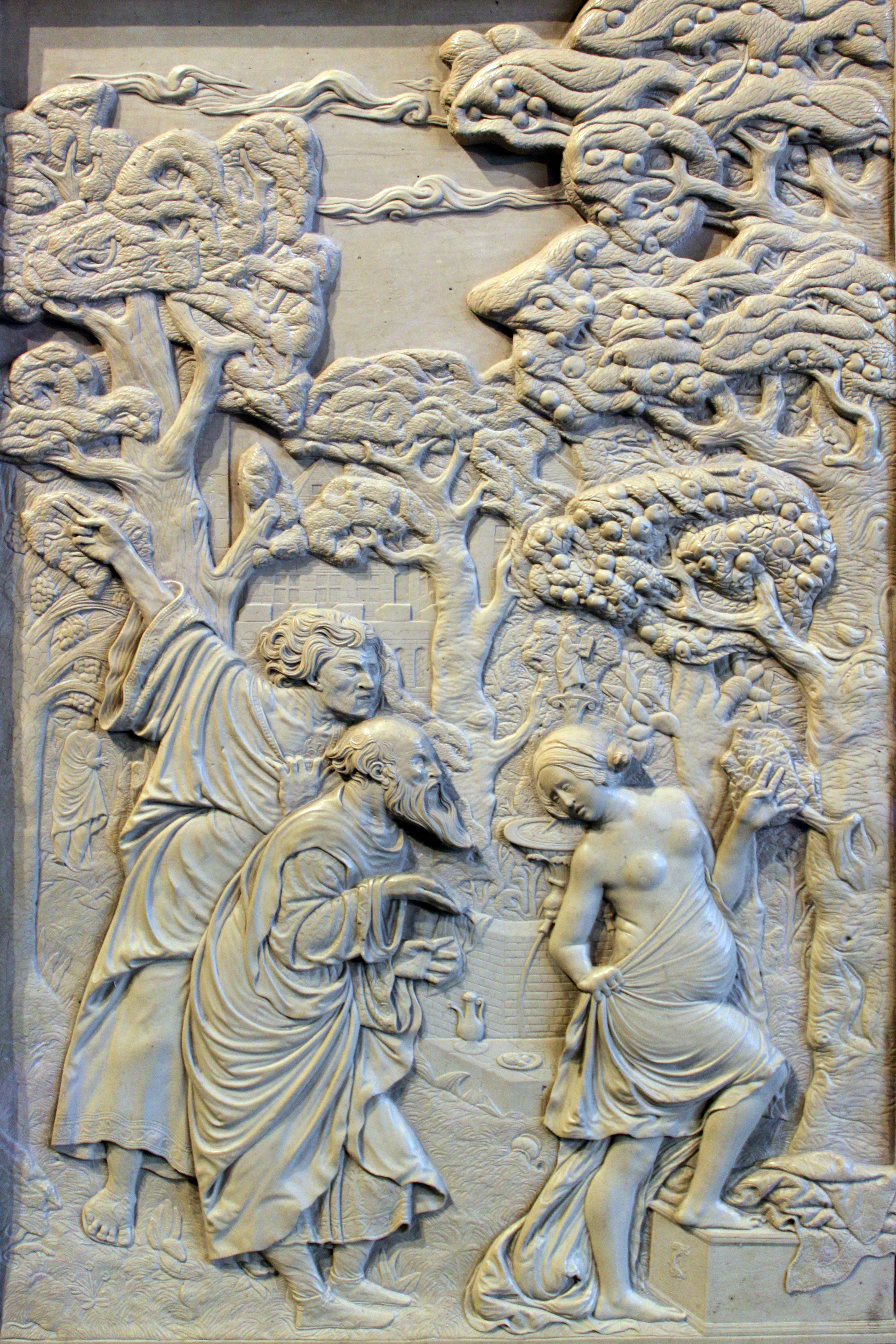
蘇珊哪和長者，1530，Victor Kayser
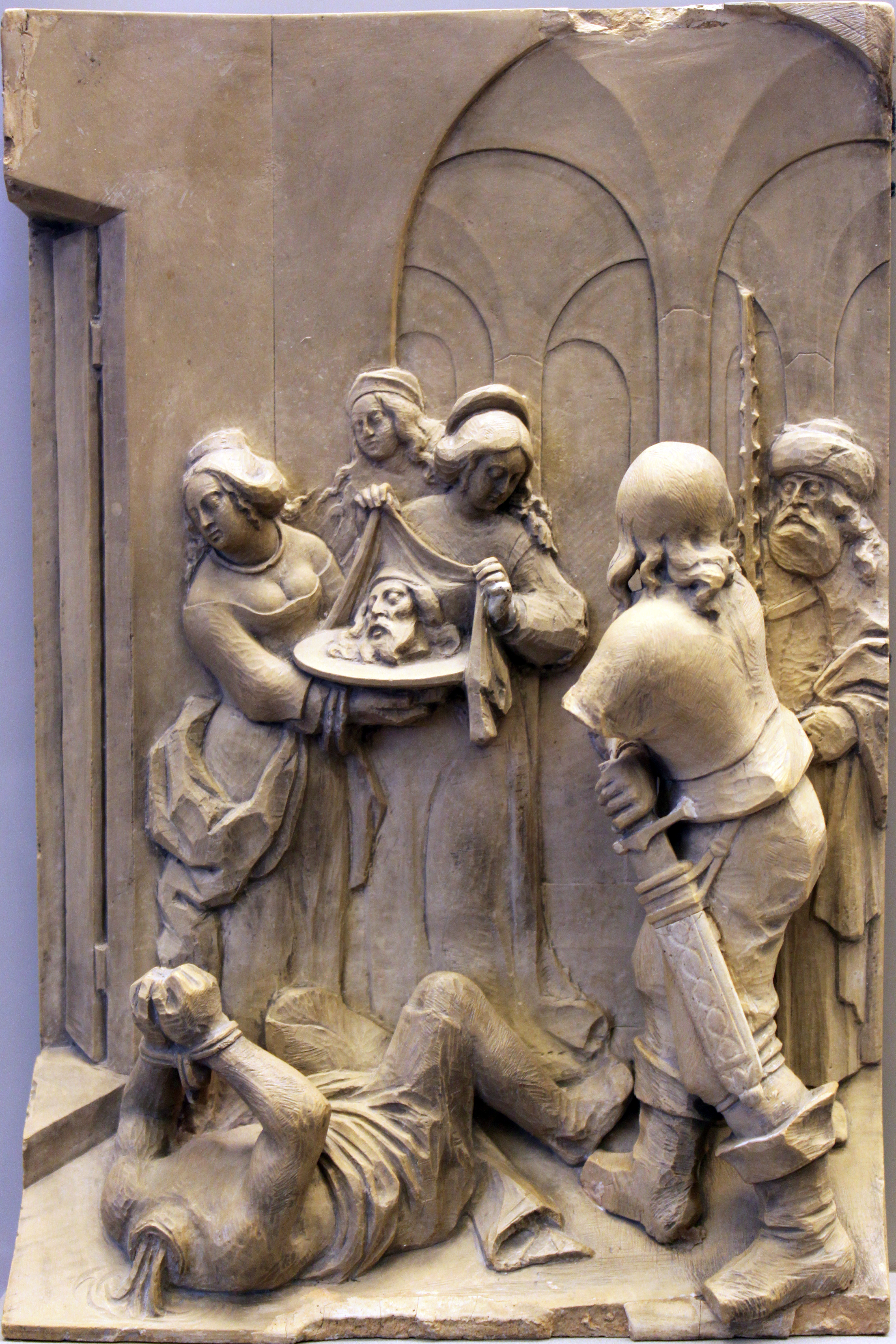
莎樂美在地牢中收到聖約翰的頭顱，1648，Georg Schweigger

## 外部連結
- UC伯克利對它的介紹 （页面存档备份，存于）
- 另一個簡單介紹 （页面存档备份，存于）